# Carach Angren
Carach Angren (в переводе с синдарина — «Железные Челюсти») — нидерландская симфо-блэк-метал-группа, образованная в 2003 году. Отличительной особенностью коллектива является концептуальность каждого студийного альбома, где лирическая составляющая основывается на хоррор-тематике: легендах о призраках, различных мифах, сказках и рассказах.

## История
После выхода успешного мини-альбома Ethereal Veiled Existence в 2005 году, уже в 2007 их замечает независимый лейбл Maddening Media, после чего началась запись первого альбома июле-августе и в ноябре 2007 года. Работа над альбомом была закончена в январе 2008 года. Так 18 апреля 2008 года на свет появился первый альбом Lammendam.
В 2010 году вышел второй концептуальный альбом под названием Death Came Through A Phantom Ship. В нём говорится о Капитане Ван дер Декене и его Летучем Голландце. 18 мая 2012 года был издан альбом Where The Corpses Sink Forever, основанный на рассказах из 1 и 2 мировых войнах. 23 февраля 2015 года вышел альбом This Is No Fairytale, основанный на немецкой народной сказке «Гензель и Гретель». 16 июня 2017 года был издан альбом Dance And Laugh Amongst The Rotten на лейбле Season of Mist.

## Состав
Текущий состав
- Деннис «Seregor» Дромерс[англ.] — гитара, бас-гитара, вокал (2003—н.в.)
- Клеменс «Ardek» Вейерс[англ.] — клавишные, пианино, оркестровые аранжировки, бэк-вокал (2003—н.в.)

Бывшие участники
- Namtar — ударные, перкуссия (2003—2020)

Концертные участники
- Бастиан Бох — гитара (2017—н.в.)
- Михил ван дер Плихт — ударные, перкуссия (2020—н.в.)
- Никос Мавридис — скрипка (2013—н.в.)

## Дискография
Студийные альбомы
- 2008 — Lammendam
- 2010 — Death Came Through A Phantom Ship
- 2012 — Where The Corpses Sink Forever
- 2015 — This Is No Fairytale
- 2017 — Dance And Laugh Amongst The Rotten
- 2020 — Franckensteina Strataemontanus

Другие релизы
- 2004 — The Chase Vault Tragedy (демо)
- 2005 — Ethereal Veiled Existence (мини-альбом)

### Видеография
- 2009 — «Metal Méan Festival Live»
- 2011 — «The Sighting is a Portent of Doom»
- 2016 — «When Crows Tick On Windows»
- 2017 — «Blood Queen»
- 2017 — «Charles Francis Coghlan»